# Đại học Công nghiệp Điện tử Quế Lâm
Đại học Công nghiệp Điện tử Quế Lâm (viết tắt:  GUET; tiếng Hoa: 桂林电子科技大学; Pinyin: Guilin Dianzi Keji Daxue) là một trường đại học công lập tại thành phố Quế Lâm, Quảng Tây, Trung Quốc. Trường có các khu trường sở: Cơ sở Đông, Cơ sở Tây và Cơ sở Yaoshan.
Trường được thành lập năm 1960 và đã phát triển với các chuyên ngành đào tạo chính là Kỹ thuật Cơ khí, Quản trị Kinh doanh, Luật và Giáo dục. Trường hiện có 10 bộ môn và 39 chương trình đào tạo đại học, 18 chương trình đào tạo cao học và có sinh viên đến từ nhiều nước trên thế giới. Tổng số sinh viên: 20.000.